# Vysoká (Ještědsko-kozákovský hřbet)
Vysoká (545 m n. m., německy Trögelsberg) je vrch v okrese Liberec Libereckého kraje. Leží asi 1,5 km ssv. od vsi Jítrava, do jejíhož katastrálním území patří jen jižní svahy vrchu, zatímco vrchol patří do území vsi Dolní Suchá, která je částí Hrádku nad Nisou. Vrch je součástí Cráněné krajinné oblasti Lužické hory. Sutě na zalesněném svahu Vysoké jsou stratigraficky významnou paleontologickou lokalitou, která byla známa již v první polovině 20. století.

## Popis
Ve vrcholových partiích Vysoké jsou četné pevnůstky prvorepublikového opevnění. Tyto tzv. řopíky tvoří v této pohraniční oblasti souvislé pásy, vedoucí od Jítravského sedla přes Vysokou, Ostrý vrch až k Hornímu Sedlu, Hřebenům a Vraním (Krkavčím) skalám.

## Paleontologická lokalita
Na jihozápadním úbočí pod vrcholem se nachází opuštěný kamenolom v cenomanských pískovcích a slepencích s nálezy zkamenělin. Zkameněliny lze nalézt rovněž v okolních sutích na svazích Vysoké, přičemž se jedná o významnou paleontologickou lokalitu, která ke opěrným bodem oblastní stratigrafie.
Níže, na jihozápadním úpatí Vysoké, leží přírodní památka Bílé kameny. Bílé kameny, nazývané kvůli vnější podobě též Sloní skály, představují izolované, geomorfologicky unikátní oblé, hřibovité až kulovité pískovcové skalní tvary, jejichž podoba a barva je způsobena příměsí kaolinitu v hornině.

## Geomorfologické zařazení
Vrch náleží do celku Ještědsko-kozákovský hřbet, podcelku Ještědský hřbet, okrsku Kryštofovy hřbety, podokrsku Vápenný hřbet a části Vysocký hřbet.

## Přístup
Automobilem lze nejblíže přijet do Jítravského sedla. Nejbližší autobusová zastávka je Rynoltice, Jítrava na silnici I/13 u odbočky do obce. Přes vrchol Vysoké vedou společně červená turistická značka a Mezinárodní naučná stezka Lužické a Žitavské hory ze směru Jítrava a Bílé kameny dále do Horního Sedla.